# 1232년

## 연호
- 남송(南宋) 소정(紹定) 5년
- 금(金) 정대(正大) 9년 / 개흥(開興) 원년 / 천흥(天興) 원년
- 일본(日本) 간키(寛喜) 4년 / 조에이(貞永)
- 쩐 왕조(陳朝) 끼엔쭝(建中) 8년 / 티엔응찐빈(天應政平) 원년

## 기년
- 남송(南宋) 이종(理宗) 8년
- 금(金) 애종(哀宗) 9년
- 고려(高麗) 고종(高宗) 19년
- 몽골 오고타이 칸 4년
- 쩐 왕조(陳朝) 태종(太宗) 8년

## 사건
- 초조대장경이 소실되다
- 고려, 고려 고종 19년 무신정권기에  대몽항쟁으로 수도를 강도인 강화로 옮기다.
- 제2차 고려-몽골 전쟁은 처인성 전투 (경기도 용인시 처인구 남사면)전투를 했었고 김윤후 장군이 살리타이 장군에게 화살로 사살하였다.

## 사망
- 고려(高麗)의 왕후(王后) 안혜왕후(安惠王后)